# Saint-Martin-d’Août
Saint-Martin-d’Août település Franciaországban, Drôme megyében. Lakosainak száma 389 fő (2022. január 1.). Saint-Martin-d’Août Châteauneuf-de-Galaure, Hauterives, Saint-Avit és Tersanne községekkel határos.

## Népesség
A település népessége az elmúlt években az alábbi módon változott:
| Lakosok száma | 271  | 246  | 258  | 351  | 388  | 381  | 383  | 382  | 390  | 389  |
|               | 1968 | 1982 | 1990 | 2006 | 2013 | 2015 | 2017 | 2019 | 2020 | 2022 |